# Rene Medvešek
Rene Medvešek (Velika Gorica, 21 giugno 1963) è un attore croato.
È apparso in più di 10 film e diverse serie televisive. Al pubblico internazionale è probabilmente meglio conosciuto per aver interpretato il ruolo del terrorista serbo Vlado Mirić nel film d'azione del 1997 The Peacemaker.
Suo fratello minore Sven Medvešek e figlio Fabijan Pavao Medvešek sono entrambi attori.

## Filmografia
- The Orchid Villa - regia di Krešo Golik (1988)
- Capitan America - regia di Albert Pyun (1990)
- Fatal Sky - regia di Frank Shields (1990)
- The Seventh Chronicle - regia di Bruno Gamulin (1996)
- The Peacemaker - regia di Mimi Leder (1997)
- Puška za uspavljivanje - regia di Hrvoje Hribar (1997)